# Прва лига Обале Слоноваче у фудбалу
Прва лига Обале Слоноваче, позната као Лига 1, највећи је степен фудбалских такмичења у Обали Слоноваче, а организује је Фудбалски савез Обале Слоноваче (FIF). Учествује 16 клубова који играју по двокружном систему, свако са сваким кући и на страни по једном. Првак иде у квалификације за КАФ лигу шампиона, док побједник Купа иде у КАФ Куп конфедерација; у зависности од позиције лиге на петогодишњој ранг листи може да има по два клуба у оба такмичења, уколико је међу првих 12, а у том случају другопласирани иде у Лигу шампиона, а трећепласирани у Куп конфедерација.
Прије стицања независности од Француске одржаване су разне градске лиге, док је током 1950-их. основана и колонијална лига, а прво првенство након стицања независности одржано је 1960. Углавном се одржавала у току једне календарске године до 2012. године, када је прво одржана прелазна календарска лига,а затим сезона 2012/13. Сезона 2019/20. је прекинута 23. марта 2020. због пандемије ковида 19; касније је донесена одлука да се не наставља, а пошто је било одиграно 20 од 26. кола, првопласирани Абиџан је проглашен за првака.
Онц фререс је освојио титулу на првом првенству, док је АСЕК мимозас рекордер са 28 титула.

## Клубови
У сезони 2022/23. учествује 16 клубова.
| Клуб                  | Локација   |
| --------------------- | ---------- |
| Академија Амаду Диало | Абиџан     |
| АСЕК мимозас          | Абиџан     |
| Басам                 | Гран Басам |
| Бафенг                | Абиџан     |
| Буаке                 | Буаке      |
| Денжеле               | Одене      |
| Индени                | Абенгуру   |
| Корого                | Корого     |
| Лиман Јакуба          | Сасандра   |
| Расинг клуб Абиџан    | Абиџан     |
| Сан Педро             | Сан Педро  |
| Со де л’Арм           | Јамусукро  |
| Сол                   | Абобо      |
| Спортинг Гањоа        | Гањоа      |
| Стад д’Абиџан         | Абиџан     |
| Стела клуб д’Аџаме    | Абиџан     |

## Прваци
Списак првака:
- 1960: Онц фререс
- 1961: Онц фререс
- 1962: Стад д’Абиџан
- 1963: АСЕК мимозас
- 1964: Стад д’Абиџан
- 1965: Стад д’Абиџан
- 1966: Стад д’Абиџан
- 1967: Африка спорт
- 1968: Африка спорт
- 1969: Стад д’Абиџан
- 1970: АСЕК мимозас
- 1971: Африка спорт
- 1972: АСЕК мимозас
- 1973: АСЕК мимозас
- 1974: АСЕК мимозас
- 1975: АСЕК мимозас
- 1976: Спортинг Гањоа
- 1977: Африка спорт
- 1978: Африка спорт
- 1979: Стела клуб д’Аџаме
- 1980: АСЕК мимозас
- 1981: Стела клуб д’Аџаме
- 1982: Африка спорт
- 1983: Африка спорт
- 1984: Стела клуб д’Аџам
- 1985: Африка спорт
- 1986: Африка спорт
- 1987: Африка спорт
- 1988: Африка спорт
- 1989: Африка спорт
- 1990: АСЕК мимозас
- 1991: АСЕК мимозас
- 1992: АСЕК мимозас
- 1993: АСЕК мимозас
- 1994: АСЕК мимозас
- 1995: АСЕК мимозас
- 1996: Африка спорт
- 1997: АСЕК мимозас
- 1998: АСЕК мимозас
- 1999: Африка спорт
- 2000: АСЕК мимозас
- 2001: АСЕК мимозас
- 2002: АСЕК мимозас
- 2003: АСЕК мимозас
- 2004: АСЕК мимозас
- 2005: АСЕК мимозас
- 2006: АСЕК мимозас
- 2007: Африка спорт
- 2008: Африка спорт
- 2009: АСЕК мимозас
- 2010: АСЕК мимозас
- 2011: Африка спорт
- 2012: Сев спорт
- 2012/13: Сев спорт
- 2013/14: Сев спорт
- 2014/15: Танда
- 2015/16: Танда
- 2016/17: АСЕК мимозас
- 2017/18: АСЕК мимозас
- 2018/19: Со де л’Арм
- 2019/20: Расинг клуб Абиџан
- 2020/21: АСЕК мимозас
- 2021/22: АСЕК мимозас
- 2022/23: АСЕК мимозас

## Успјешност клубова
| Клуб               | Град      | Број титула | Сезоне |
| ------------------ | --------- | ----------- | --- |
| АСЕК мимозас       | Абиџан    | 29          | 1963, 1970, 1972, 1973, 1974, 1975, 1980, 1990, 1991, 1992, 1993, 1994, 1995, 1997, 1998, 2000, 2001, 2002, 2003, 2004, 2005, 2006, 2009, 2010, 2016/17, 2017/18, 2020/21, 2021/22, 2022/23 |
| Африка спорт       | Абиџан    | 18          | 1967, 1968, 1971, 1977, 1978, 1982, 1983, 1985, 1986, 1987, 1988, 1989, 1996, 1999, 2007, 2008, 2011                                                                                        |
| Стад д’Абиџан      | Абиџан    | 5           | 1962, 1964, 1965, 1966, 1969 |
| Стела клуб д’Аџам  | Абиџан    | 3           | 1979, 1981, 1984 |
| Сев спорт          | Сан Педро | 3           | 2012, 2012/13, 2013/14 |
| Онц фререс         | Басам     | 2           | 1960, 1961 |
| Танда              | Танда     | 2           | 2014/15, 2015/16 |
| Спортинг Гањоа     | Гањоа     | 1           | 1976 |
| Со де л’Арм        | Јамусукро | 1           | 2018/19 |
| Расинг клуб Абиџан | Абиџан    | 1           | 2019/20 |

## Најбољи стријелци
| Сезона   | Играч            | Клуб               | Број голова |
| 1992.    | Абдулаје Траоре  | АСЕК мимозас       | 11          |
| 1993.    | Ахмед Утара      | Африка спорт       | 13          |
| 1994.    | Абдулаје Траоре  | АСЕК мимозас       | 9           |
| 1995.    | Џон Заки         | АСЕК мимозас       | 9           |
| 1996.    | Ибе Џонсон       | Африка спорт       | 15          |
| 1997.    | Тширесуа Гел     | АСЕК мимозас       | 10          |
| 1998.    | Ело Локпо        | Со де л’Арм        | 12          |
| 1999.    | Аруна Диндан     | АСЕК мимозас       | 13          |
| 2000.    | Хабиб Теи        | Стад д’Абиџан      | 10          |
| 2001.    | Жан Марк Бени    | Стела клуб д’Аџам  | 20          |
| 2002.    | Антонен Кутуан   | АСЕК мимозас       | 10          |
| 2003.    |                  |                    |             |
| 2004.    | Абдраман Дијаби  | Сабе спорт         | 13          |
| 2005.    | Сејду Думбија    | Денжеле            | 15          |
| 2006.    | Дидје Ја Конан   | АСЕК мимозас       | 11          |
| 2007.    | Лебри Урага      | Бинжервил          | 16          |
| 2008.    | Сиријак          | АСЕК мимозас       | 21          |
| 2009.    |                  |                    |             |
| 2010.    | Адама Бакајоко   | Сабе спорт         | 15          |
| 2011.    | Кевин Зугула     | Севе спорт         | 11          |
| 2012.    |                  |                    |             |
| 2012/13. | Кевин Зугула     | Севе спорт         | 13          |
| 2013/14. | Кофи Буа         | АСЕК мимозас       | 13          |
| 2014/15. | Вакон Бајо       | Стад д’Абиџан      | 13          |
| 2015/16. | Вилфред Јесо     | Денжеле            | 17          |
| 2016/17. | Аристаде Банс    | АСЕК мимозас       | 13          |
| 2017/18. | Вилијам Тоги     | Спортинг Гањоа     | 23          |
| 2018/19. | Мохамед Сила     | Спортинг Гањоа     | 13          |
| 2019/20. | Абубакар Думбија | Со де л’Арм        | 10          |
| 2020/21. | Сејду Траоре     | Расинг клуб Абиџан | 8           |
| 2021/22. | Карим Конате     | АСЕК мимозас       | 9           |

## Рекорди
АСЕК мимозас држи свјетски рекорд по броју утакмица без пораза у домаћим такмичењима, рачунајући Куп и првенство Обале Слоноваче, са 108 утакмица у периоду од 1989. до 1994. године. Низ је завршен 19. јуна 1994. године, када је Со де л’Арм побиједио 2 : 1 у оквиру првенства.